# Biuletyn Słowiański
Biuletyn Słowiański – pismo konspiracyjne wydawane w Warszawie w latach 1940–1944 przez Konfederację Narodu.
Biuletyn Słowiański był miesięcznikiem. Ukazywał się od grudnia 1940 roku do wybuchu powstania warszawskiego. Początkowo powielany, później drukowany w nakładzie 1000 egzemplarzy. Był organem Studium Słowiańskiego Konfederacji Narodu, którego kierownikiem był Wojciech Winkler (ps. „Wilczewski”). Był on jednocześnie redaktorem Biuletynu Słowiańskiego.
Pismo związane było z komórką Konfederacji Narodu odpowiedzialną za opracowanie zagadnień dotyczących budowy przyszłego Imperium Słowiańskiego. Idea utworzenia tego Imperium była dla Konfederacji Narodu sposobem na rozwiązanie problemów wynikających z geopolitycznego położenia Polski – pomiędzy Niemcami a Rosją. Od początku 1943 roku pismo nosiło podtytuł: Miesięcznik poświęcony zagadnieniom Europy Środkowej. Od tego momentu nastąpiła też pewna zmiana w tematyce pisma: punkt ciężkości został przesunięty z zagadnień dotyczących słowiańszczyzny na wszystkie kraje regionu. Poza artykułami związanymi bezpośrednio z ideą Imperium, pismo drukowało także prace poświęcone kulturze krajów, które miałyby wejść w jego skład.